# آکورد شش

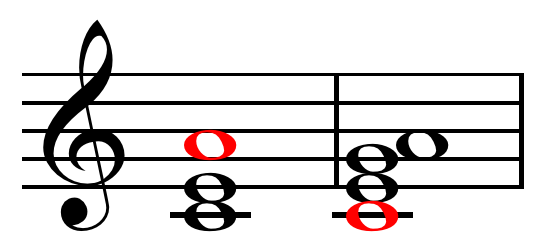
در میزان اول آکورد لا مینور (VI6/3) به صورت معکوس اول است و در میزان دوم آکوردی است که یک فاصله ششم بزرگ به آکورد دو ماژور (C6 یا I6) افزوده شده‌است.

آکورد شش (انگلیسی: Sixth chord) در تئوری موسیقی اصطلاحی است که به دو نوع آکورد گفته می‌شود. ابتدا تعریف آن در موسیقی کلاسیک، آکوردی است در هارمونی که روی «درجه ششم» گام به صورت «معکوس اول» (به اختصار VI6
3) قرار گرفته و فاصله آن با نت پایه، ششم بزرگ است. دومین تعریف که در موسیقی پاپ هم رایج است، از افزودن یک فاصله «ششم بزرگ» به «آکورد سه صدایی» ماژور (مانند: دو، می، سل و لا، با مخفف C6 یا CM6 یا I6) و آکورد مینور (مانند: دو، می بمل، سل و لا، با مخفف Cm6 یا I6) به وجود می‌آید. مهم‌ترین ویژگی «آکورد شش» نوع دوم، آن است که باید به حالت پایگی باشد و در صورت معکوس شدن، به «آکورد کاسته» (در مینورها) و «آکورد هفت» (در ماژورها) تغییر پیدا می‌کند.
|                                            |  |                                           |
| آکورد دو مینور با افزودن یک ششم بزرگ (Cm6) |  | آکورد دو ماژور با افزودن یک ششم بزرگ (C6) |